# Łąkoć (województwo pomorskie)
Łąkoć (Flisów) – osada w Polsce położona w województwie pomorskim, w powiecie bytowskim, w gminie Miastko.
W latach 1975–1998 miejscowość administracyjnie należała do województwa słupskiego.
Osad położona na zachodniej rubieży województwa pomorskiego, przy granicy z zachodniopomorskim